# بيث كومستوك
بيث كومستوك (بالإنجليزية: Beth Comstock) هي سيدة أعمال أمريكية، ولدت في 30 أغسطس 1960.